# 秀朗橋
座標: 北緯24度59分22秒 東経121度31分42秒 / 北緯24.98944度 東経121.52833度
秀朗橋（しゅうろうきょう、中国語: 秀朗橋）は台湾新北市の中和区と新店区を結ぶ橋の1つ。市道106号の一部を構成しており、新店渓を横断し中和区の景平路と新店区の復興路を連絡する役割を果たしている。1951年に開通し、中和区と新店区、景美、木柵などの地域を結ぶ主要ルートの1つとなった。

## 建設沿革
秀朗橋が建設される以前、新店渓の尖山河畔には川の両岸を往復する渡し船が設けられており、「尖山晩渡」と呼ばれ、中和八景の一つとされていた。秀朗橋は1951年に建設され、景美や宜蘭への重要な交通路となった。当時の秀朗橋は長さ133メートル、幅3.6メートルであり、その後の1969年にPCI桁橋による構造へと改築された。また、1970年1月から通行料の徴収を開始し、1978年7月1日に投資回収が完了により徴収を終了した。1987年に現在の規模に改築され、1987年10月10日に台湾省公路局により秀朗橋の拡幅工事が完成し開通した。橋の長さは533メートル、幅は元の7.5メートルの2車線から30メートルの6車線高速車道および2車線低速車道に拡張された。現在は主橋が9スパン10脚、また中央の7脚は40メートルの脚径となっている。

## 周辺施設

### 新店区側
- 白色恐怖景美紀念園区（中国語版）
- 秀朗清渓河濱公園
- 新北市私立荘敬高級工業家事職業学校（中国語版）
- 仏教慈済医療財団法人台北院区

### 中和区側
- 全民防衛動員署後備指揮部（中国語版）北部地区指揮部
- 台64線
- 海洋委員会海巡署金馬澎分署（中国語版）
- 秀朗橋駅(新北捷運環状線)